# Costus bicolor
Costus bicolor är en enhjärtbladig växtart som beskrevs av Josias Braun-Blanquet och Karl Moritz Schumann. Costus bicolor ingår i släktet Costus och familjen Costaceae.
Artens utbredningsområde är Kamerun. Inga underarter finns listade.